# Hitman 2: Silent Assassin
Hitman 2: Silent Assassin è un videogioco del genere stealth/sparatutto in terza persona/azione, sviluppato da IO Interactive e pubblicato nel 2002 per Microsoft Windows, Xbox, PlayStation 2 e GameCube.
Hitman 2: Silent Assassin ha ricevuto ottime recensioni da parte della critica videoludica, che considera questo capitolo della saga uno dei migliori videogiochi stealth di sempre. Sul sito metacritic ha ottenuto un punteggio di 87/100.
Con oltre 3,7 milioni di copie vendute (al 23 aprile 2009) è il secondo capitolo più venduto di tutta la serie Hitman.
Nel 2013 è uscita la trilogia Hitman HD Trilogy, grazie alla quale è possibile giocare a tre giochi della serie (Silent Assassin, Contracts e Blood Money) anche su PlayStation 3 e Xbox 360.

## Trama
Dopo la fine dell'episodio precedente, 47 trova rifugio nel santuario di Gontranno, in Sicilia: là, insieme a Padre Vittorio, conduce una vita tranquilla e serena, facendo il giardiniere. La situazione si complica quando il religioso viene rapito da alcuni mafiosi locali che, successivamente, lasciano un biglietto a 47: se vuole rivedere padre Vittorio vivo, dovrà pagare un riscatto di 500.000 dollari. Egli non ha alcuna intenzione di pagare, perciò si reca nel suo capanno e si mette in contatto con la sua vecchia agenzia in modo da ricevere supporto per la ricerca di Padre Vittorio. A rispondere alla sua chiamata sarà Diana Burnwood, che gli fornirà delle informazioni sui sequestratori di padre Vittorio. Tuttavia, Diana gli ricorda che l'agenzia non fornisce informazioni gratuitamente, quindi 47 in cambio accetta di tornare a lavorare per loro, dopo aver salvato il suo amico. A ordinare il rapimento è stato un boss della mafia locale chiamato Giuseppe Giuliani, che vive in una villa di campagna non lontano dal santuario. Secondo le informazioni dell'agenzia, padre Vittorio è tenuto prigioniero in una cella nei sotterranei della villa e l'unica chiave per accedervi la possiede il boss della mafia. Il compito di 47 è quello di uccidere Giuliani e impossessarsi della chiave. L'assassino riesce nel suo intento, ma quando entra nei sotterranei scopre che la cella è vuota. A quel punto Diana gli comunica che padre Vittorio, prima che 47 arrivasse, è stato portato via da alcuni uomini "dall'aria russa" che in realtà lavorano per il mafioso Sergej Zavarotko, il quale aveva scoperto il nascondiglio dell'agente ed era deciso ad attirarlo allo scoperto. Nonostante 47 non abbia potuto liberare padre Vittorio, deve rispettare l'accordo con l'agenzia e svolgere degli incarichi per loro.
47 viaggerà in svariate località del mondo: da San Pietroburgo alla Sicilia, dalla Malaysia all'Afghanistan, dal Giappone all'India; in ciascuna eliminerà uomini che hanno collaborato con Zavarotko: due generali russi, un capo della yakuza, un hacker malese ed il fratello gemello, alcuni ufficiali militari afghani, un santone indiano (la cui setta in realtà è una gang a tutti gli effetti). Zavarotko è il fratellastro di Arkadij "Boris" Jegorov (che 47 ha ucciso nel gioco precedente, ed ha scoperto di lui tra le carte del fratello; recatosi nel manicomio nel quale è stato creato l'assassino, ha visto dai nastri della sicurezza cosa è successo ed ha deciso di ingaggiare 47 per chiudere alcuni conti in sospeso, relativi alla compravendita di una testata atomica; per obbligarlo ha fatto rapire il prete dal mafioso Giuseppe Giuliani, e poi lo ha portato via.
A questo punto, 47 intuisce che qualcosa non va; durante l'assassinio del santone viene attaccato da un altro dei suoi cloni, 17, al servizio diretto di Zavarotko; quando la testata viene recuperata da autorità internazionali, l'ONU assume l'agenzia per sbarazzarsi di Zavarotko; nonostante prendersela con un vecchio cliente sia proibito dal regolamento dell'agenzia, Diana spiega a 47 che la possibilità di avere le Nazioni Unite come futuro cliente è un'opportunità troppo ghiotta per rispettare la regola alla lettera. Così 47 torna in Russia ma trova solo 17, che elimina; con la sua radio parla con Zavarotko e gli intima di rilasciare padre Vittorio; il russo preferisce sparire.
La storia si conclude a Gontranno, in Sicilia, dove si svolge la resa dei conti tra il clone e il boss. 47 uccide tutte le guardie del corpo del suo nemico. Zavarotko tenta invano di fuggire e finisce ucciso. Una volta salvato padre Vittorio, 47 decide di andarsene dalla Sicilia e tornare a lavorare per l'agenzia.

## Modalità di gioco
Graficamente, Silent Assassin può essere renderizzato nella versione per PC sia in Direct3D che OpenGL. Il gioco gode di una certa longevità, in quanto ci sono più modi per completare una sola missione.
Naturalmente, un atteggiamento silenzioso e uno violento conseguiranno una diversa valutazione alla fine del livello.
Per raggiungere la valutazione Assassino Silenzioso, in lingua originale Silent Assassin (la migliore ottenibile, che dà il nome al gioco), bisogna completare la missione uccidendo solo l'obiettivo, sparando meno colpi possibile e senza generare allarmi evitabili o essere scoperti; ottenendola si possono sbloccare armi bonus particolarmente potenti come il fucile a canne mozze, l'M4 e le silverballers silenziate.
Mentre nel gioco precedente era possibile acquistare le armi in precedenza prima di ogni missione, stavolta 47 comincerà con poche armi (le due Silverballer, la .45 silenziata e il cavo di fibra) e via via sbloccherà le altre, trovandole nel gioco e conservandole fino alla fine del livello; a quel punto ogni nuova arma sarà disponibile nel capanno degli attrezzi a Gontranno (che fa da base, poligono e percorso di addestramento tra una missione e l'altra); le armi sbloccate ottenendo la valutazione Assassino Silenzioso sono presenti con le altre. Da notare che non tutte le armi possono essere portate contemporaneamente: le pistole ed alcune pistole mitragliatrici (come l'MP5 o l'UZI) possono essere messe sotto la giacca senza problemi, ma altre (come l'MP5 silenziata, o i fucili di precisione) passano semplicemente nella mano sinistra in posizione di riposo. Una novità è la presenza di armi per il corpo a corpo, sia comuni che improvvisate (coltelli, una mazza da golf, un'ascia antincendio, una spada da ninja ed altro), anch'esse conservate nell'armeria. L'impossibilità di portare molte armi aumenta la longevità nel caso in cui il giocatore decida di collezionare tutto l'arsenale disponibile nel gioco.

## Curiosità
- Durante l'ultima missione in Giappone (Resa dei conti con lo Shogun), 47 ritrova nel castello la prostituta Lei Ling, che lo aveva aiutato ad uccidere Lee Hong nel primo gioco in cambio della libertà; la donna ottiene lo stesso favore qui, la libertà in cambio di informazioni su Masahiro Hayamoto; stranamente, Lei Ling riconosce 47 anche se mascherato da guardia ninja (il costume include un cappuccio integrale) e lo chiama Rieper (a Hong Kong 47 usava la falsa identità di Tobias Rieper), nonostante all'epoca non si fosse presentato a lei col nome.
- Le missioni a Singapore consistono nell'uccidere un hacker malese, Charlie Sidjan; la seconda missione (Turno di notte) si svolge all'interno del piano che ospita la sua società informatica, la Carniwarez Inc. In informatica il termine warez indica un software (o altro materiale) venduto illegalmente in violazione del copyright. Nella terza 47 deve uccidere Charlie, che è protetto da bodyguard donne in bikini: in particolare, tre fanno il bagno con lui nella jacuzzi, e sono una bionda, una bruna e una asiatica; assieme al nome Charlie, potrebbe essere un riferimento al film Charlie's Angels e alle 3 protagoniste (le attrici Cameron Diaz, Drew Barrymore e Lucy Liu).
- Dopo aver ucciso 17 nella penultima missione (San Pietroburgo rivisitata), 47 commenta: "Un altro fratello.. credevo di averli uccisi tutti!". Alla fine di Hitman: Pagato per uccidere, 47 doveva eliminare la nuova generazione di cloni, la versione 48, prima di arrivare al vero bersaglio.
- All'epoca della pubblicazione, il gioco fu criticato da molti cittadini indiani a causa delle missioni ambientate in India; i detrattori sostennero che la rappresentazione di una setta di Sikh come criminali e assassini infangasse la loro reputazione; in seguito il gioco fu modificato.[10]
- L'identità del collaboratore di Sergei Zavorotko non è mai stata rivelata, facendo nascere molte speculazioni tra i fan; in seguito fu rivelato che il personaggio appariva in Hitman: Absolution, nella modalità Sniper Challenge; completando tutte le sfide, si ottiene il trofeo Mr. X, un personaggio dall'aspetto simile; sulla sua vera identità ci sono ipotesi che coinvolgono altri bersaglio di 47 nei vari giochi.[11]

## Colonna sonora
Le musiche, come per gli altri capitoli della serie Hitman, sono state composte da Jesper Kyd.